# Expectation (álbum)
Expectation (기대; Gidae) é o primeiro álbum de estúdio do grupo feminino sul-coreano Girl's Day. Foi lançado em 14 de março de 2013, com a canção "Gidaehae" (기대해; Expect) servindo como faixa promocional. A data de lançamento do álbum coincidiu com o White Day.

## Antecedentes
O álbum foi inicialmente programado para ser lançado em fevereiro de 2013, contudo, foi adiado para 14 de março, por razões desconhecidas. Em 5 de março de 2013, foi informado que a integrante Yura seria a protagonista no videoclipe de "Gidaehae". O álbum tornou-se disponível para pré-encomendas em lojas musicais online na Coreia do Sul em 7 de março de 2013, revelando a capa do álbum e a lista de faixas. Em 9 de março, uma prévia de 30 segundos do videoclipe de "Gidaehae" foi ao ar no programa de variedades Star King da SBS, mostrando um lado mais maduro e sexy do grupo. O teaser oficial do videoclipe foi lançado em 11 de março de 2013, no canal do grupo no YouTube. Tanto o videoclipe, como o álbum foram lançados digitalmente às 12:00 p.m. KST (horário da Coreia).

## Composição
O álbum é composto de quatorze faixas: uma introdução, cinco canções novas, cinco singles lançados anteriormente, um remix e dois instrumentais. "Girl's Day World", a introdução do álbum, foi escrita e produzida pela líder do grupo, So-jin, junto com Kwon Seok-in, Choe Dok-wan e Cosmic Sound. Nam Ki-sang produziu a maior parte do álbum, com as canções "Expectation", "White Day", "Twinkle Twinkle", "Hug Me Once", "Don't Forget Me" e "Don't Let Your Eyes Wander!" sendo compostas por ele. "I Don't Mind" foi escrita pelas integrantes do grupo junto com Kang Jeon-myung, com produção tratada por Gregg Pagani e 1023Productions. "Easy Go." foi escrita por Han Sang-won, conhecido por compor a canção "Go Go Summer!" do grupo Kara, junto com a produção de Yoon Young-min. "Don't Trust Her" foi escrita por Shina-e e Glory Face, que também produziu a canção juntamente com Gentleman. "Oh, Great!" foi escrita por Eva e produzida por Soul Jin.
A segunda metade do álbum consiste de singles de seus lançamentos passados. As canções "Twinkle Twinkle" e "Hug Me Once" são do extended play Everyday, o remix de "Don't Let Your Eyes Wander!" foi lançado no single digital "Girl's Day Party #4", "Oh! My God" foi primeiramente lançado no EP Everyday 2, "Don't Forget Me" foi lançado digitalmente no single "Girl's Day Party #5" e "White Day" foi lançado como um teaser para o álbum.

## Promoções
As promoções para "Expectation" começaram em 14 de março, no mesmo dia do lançamento do álbum, no programa musical M! Countdown da Mnet.

## Lista de faixas
| Lista de faixas oficial | |                                            |                                         |                                         |         |  |
| N.º                     | Título                                                                                                  | Letras                                     | Música                                  | Arranjo                                 | Duração |  |
| 1.                      | "Girl's Day World" (Introdução)                                                                         | So-jin, Kwon Seok-in, Choe Dok-wan         | So-jin, Cosmic Sound                    | Cosmic Sound                            | 1:21    |  |
| 2.                      | "Expectation" (em coreano: 기대해; Gidaehae)                                                            | Nam Ki-sang, Daniel R.                     | Nam Ki-sang, Kwon Seok-in, Choe Dok-wan | Nam Ki-sang, Kwon Seok-in, Choe Dok-wan | 3:15    |  |
| 3.                      | "I Don't Mind"                                                                                          | Girl's Day, Kang Jeon-myung                | Gregg Pagani, 1023Productions           | Gregg Pagani, 1023Productions           | 4:48    |  |
| 4.                      | "Easy Go."                                                                                              | Han Sang-won                               | Han Sang-won, Yoon Young-min            | Han Sang-won, Yoon Young-min            | 3:24    |  |
| 5.                      | "Don't Trust Her" (em coreano: 그녀를 믿지마; Geunyeoreul Midjima)                                      | Shina-e, Glory Face                        | Gentleman, Glory Face                   | Gentleman                               | 3:35    |  |
| 6.                      | "White Day"                                                                                             | Nam Ki-sang, Daniel R.                     | Nam Ki-sang, Radio Galaxy               | Radio Galaxy                            | 3:08    |  |
| 7.                      | "Oh, Great!" (em coreano: 어쩜 좋아; Eojjeom Joha)                                                      | Eva                                        | Soul Jin                                | Yang Seung-taec (Stereo)                | 3:10    |  |
| 8.                      | "Twinkle Twinkle" (em coreano: 반짝반짝; Banjjak Banjjak)                                               | Nam Ki-sang, Park Keon-ho, Kang Jeon-myung | Nam Ki-sang                             | Nam Ki-sang                             | 3:05    |  |
| 9.                      | "Hug Me Once" (em coreano: 한번만 안아줘; Hanbeonman Anajwo)                                            | Nam Ki-sang, Kang Jeon-myung               | Nam Ki-sang                             | Nam Ki-sang                             | 3:14    |  |
| 10.                     | "Oh! My God"                                                                                            | Kang Ji-won, Kim Ki-bum                    | Kang Ji-won, Kim Ki-bum                 | Kang Ji-won                             | 3:08    |  |
| 11.                     | "Don't Forget Me" (em coreano: 나를 잊지마요; Nareul Itjimayo)                                          | Nam Ki-sang                                | Nam Ki-sang                             | Kwon Seok-in, Choe Dok-wan              | 3:10    |  |
| 12.                     | "Don't Let Your Eyes Wander!" (DJ Stereo Club Mix) (em coreano: 너, 한눈 팔지마!; Neo, Hannun Paljima!) | Nam Ki-sang, Kang Jeon-myung               | Nam Ki-sang                             | Nam Ki-sang                             | 4:26    |  |
| 13.                     | "Expectation" (Instrumental) (em coreano: 기대해; Gidaehae)                                             |                                            | Nam Ki-sang, Kwon Seok-in, Choe Dok-wan | Nam Ki-sang, Kwon Seok-in, Choe Dok-wan | 3:15    |  |
| 14.                     | "White Day" (Instrumental)                                                                              |                                            | Nam Ki-sang, Radio Galaxy               | Radio Galaxy                            | 3:08    |  |
| Duração total:          | Duração total:                                                                                          | Duração total:                             | Duração total:                          | Duração total:                          | 46:01   |  |

## Histórico de lançamento
| País          | Data                | Formato          | Gravadora                                 |
| ------------- | ------------------- | ---------------- | ----------------------------------------- |
| Coreia do Sul | 14 de março de 2013 | Download digital | DreamTea Entertainment LOEN Entertainment |
| Coreia do Sul | 15 de março de 2013 | CD               | DreamTea Entertainment LOEN Entertainment |